# انتخابات ریاست‌جمهوری ارمنستان (۲۰۰۳)
انتخابات ریاست‌جمهوری ارمنستان (انگلیسی: 2003 Armenian presidential election) در ۱۹ فوریه و ۵ مارس ۲۰۰۳ برگزار شد. هیچ‌کدام از کاندیداها در دور اول اکثریت را بدست نیاوردند و رئیس‌جمهور وقت روبرت کوچاریان تا میزان کمی زیر ۵۰ درصد آرا را به دست آورد. سپس با کشیدن انتخابات به دور دوم استپان دمیرچیان با کسب ۶۷ درصد آرا برنده انتخابات ریاست جمهوری شد. با اینحال اپوزیسیون و ناظران بین‌المللی، میزان قابل توجهی از آرارا مشمول تقلب انتخاباتی دانستند و اپوزیسیون نتیجه انتخابات را به رسمیت نشناخت.

## پیشینه
روبرت کوچاریان در انتخابات ریاست جمهوری ۱۹۹۸ با غلبه بر کارن دمیرچیان رئیس‌جمهور شد. این انتخابات در حالی برگزار شده بود که لوون تر-پتروسیان پس از توافق بر سر حل مناقشه قره باغ، مجبور به استعفا شد، اما وزرای وی از جمله کوچاریان، از پذیرش آن امتناع کردند.
در ۷ اوت ۲۰۰۲، کمیسیون مرکزی انتخابات ارمنستان اعلام کرد که انتخابات ریاست جمهوری در ۱۹ فوریه ۲۰۰۳ برگزار می‌شود، با کاندیداهایی که اعلام کاندیداتوری کردند تا ۶ دسامبر ۲۰۰۲ همه کاندیداها بایستی رسیدن به حمایت ۴۰٬۰۰۰ امضاء را ارائه می‌کردند.
رئیس‌جمهور روبرت کوچاریان پیش از این اعلام کرد که وی برای انتخاب مجدداً خود را کاندید می‌کند بنابراین احزاب مخالف تلاش کردند برای مخالفت با او با نامزد متحد توافق کنند اما در این امر موفق نشدند. رئیس‌جمهور پیشین لوون تر-پتروسیان نیز در نظر داشت تا در انتخابات شرکت کند، اما در نهایت شرکت نکرد.

## سرانجام دو مرحله انتخابات
از آنجا که در انتخابات مرحله اول، سازمان امنیت و همکاری اروپا میزان قابل توجهی تقلب در  انتخابات را گزارش نمود و بسیاری از هواداران دمیرچیان قبل از برگزاری انتخابات مرحله دوم دستگیر شدند. دمیرچیان انتخابات را به دلیل تقلب تحریم کرد و از هوادارانش خواست تا در برابر نتایج به تظاهرات بپردازند. ده‌ها هزار ارمنی در روزهای پس از انتخابات به نتایج انتخابات اعتراض کردند و از رئیس‌جمهور روبرت کوچاریان خواستند تا کناره‌گیری کند. اما به رغم اعتراضات کوچاریان در اوایل ماه آوریل برای دومین بار سوگند یاد کرد و دادگاه قانون اساسی، در عین حالی که برای تأیید نتیجه انتخابات به همه‌پرسی توصیه می‌کرد، اما انتخابات را تأیید کرد.

## نتایج
| نامزد                     | حزب                       | مرحله یکم | مرحله یکم | مرحله دوم | مرحله دوم |
| نامزد                     | حزب                       | آرا       | %         | آرا       | %         |
| ------------------------- | ------------------------- | --------- | --------- | --------- | --------- |
| روبرت کوچاریان            | سیاستمدار (مستقل)         | ۷۱۰٬۶۷۴   | ۴۹٫۴۸     | ۱٬۰۴۴٬۵۹۱ | ۶۷٫۴۵     |
| استپان دمیرچیان           | حزب خلق ارمنستان          | ۳۹۹٬۷۵۷   | ۲۸٫۲۲     | ۵۰۴٬۰۱۱   | ۳۲٫۵۵     |
| آرتاشس گغامیان            | وحدت ملی (ارمنستان)       | ۲۵۰٬۱۴۵   | ۱۷٫۶۶     |           |           |
| آرام کاراپتیان            | مستقل                     | ۴۱٬۷۹۵    | ۲٫۹۵      |           |           |
| وازگن مانوکیان            | اتحاد دموکراتیک ارمنستان  | ۱۲٬۹۰۴    | ۰٫۹۱      |           |           |
| روبرت آواگیان             | حزب ارمنستان متحد         | ۵٬۷۸۸     | ۰٫۴۱      |           |           |
| آرام سارگسیان             | حزب دموکرات ارمنستان      | ۳٬۰۳۴     | ۰٫۲۱      |           |           |
| گارنیک مارگاریان          | میهن و کرامت              | ۱٬۲۷۲     | ۰٫۰۹      |           |           |
| آرام هاروتیونیان          | حزب توافق ملی             | ۸۵۴       | ۰٫۰۶      |           |           |
| بی‌اعتبار/آرای سفید        | بی‌اعتبار/آرای سفید        | ۳۷٬۲۷۶    | –         | ۱۴٬۴۶۹    | –         |
| جمع کل                    | جمع کل                    | ۱٬۴۶۳٬۴۹۹ | ۱۰۰       | ۱٬۵۶۳٬۰۷۱ | ۱۰۰       |
| ثبت شده رای‌دهندگان/مشارکت | ثبت شده رای‌دهندگان/مشارکت | ۲٬۳۱۵٬۴۱۰ | ۶۳٫۲۱     | ۲٬۳۳۱٬۵۰۷ | ۶۷٫۰۴     |
| منبع: IFES                |                           |           |           |           |           |